# René Guyot
René Guyot (* 1882; † unbekannt) war ein belgischer Sportschütze.

## Erfolge
René Guyot nahm bei den Olympischen Spielen 1900 in Paris im Trap-Wettbewerb teil. In diesem erzielte er zunächst wie Roger de Barbarin 17 Punkte, hatte dann aber im anschließenden Stechen mit 12:13 das Nachsehen, sodass Guyot den zweiten Platz belegte.